# Marguerite de Valois (1295-1342)
Pour les articles homonymes, voir Marguerite de Valois.
Marguerite de Valois (1295-1342) est la troisième fille de Charles de France, comte de Valois et de sa première épouse Marguerite d'Anjou.
Elle est mariée le 18 juillet 1311 à Senlis à Guy Ier de Châtillon, comte de Blois, dont elle aura trois enfants :
- Louis Ier († 1346), comte de Blois, de Dunois et de Fréteval ;
- Charles de Blois (° 1319 † 1364), duc de Bretagne ;
- Marie (° 1323 † 1363) qui en 1334 épouse en premières noces, Raoul, duc de Lorraine, puis en secondes noces, Frédéric, comte de Linange (Leiningen).

Elle meurt en 1342.